# Orde van Sint-Jacob van het Zwaard (Portugal)
De Orde van Sint-Jacob, voluit Militaire Orde van Sint-Jacob van het Zwaard (Portugees: "Ordem Militar de Sant'Iago da Espada") geheten is een Portugese ridderorde die ontstond als 16e-eeuwse afsplitsing van de in 1170 gestichte Spaanse Orde van Sint-Jacob van het Zwaard.  

## De Orde van Sint-Jacob van het Zwaard in Portugal
De Orde van Sint-Jacob van het Zwaard bezat sinds 1290 ook een Portugese afdeling.
In de 16e eeuw brachten ook de koningen van Portugal de militaire orden, in Portugal waren dat behalve de Orde van Sint-Jacob van het Zwaard ook de Militaire Orde van de Toren en het Zwaard, De Militaire Orde van Christus, en de Orde van Aviz, onder hun gezag. De Orde van Sint Jacob van het Zwaard had zijn bestaansreden verloren omdat de Moren uit Portugal waren verdreven. Na een rampzalig verlopen poging om Marokko te veroveren beperkte Portugal zich tot expansie in de Nieuwe Wereld. De verovering van Portugal door de hertog van Alva en de personele unie met Spanje brachten voor de Orde geen grote veranderingen.
In de 16e eeuw bezat de Orde in Portugal 47 dorpen en gehuchten, 150 commenden, 4 monnikenkloosters en een nonnenklooster. De zetel van de Orde was in Palmella gevestigd.
In 1789 werd de Orde geseculariseerd. De commanderijen werden staatsbezit en de kloosters werden gesloten. Ten tijde van de napoleontische oorlogen vluchtte het Portugese hof naar Brazilië. In Brazilië werd de Sint-Jacob van het Zwaard in 1843 door keizer Pedro I tot een Braziliaanse militaire Orde verklaard. Zie: Sint Jacob van het Zwaard (Brazilië).
Op 31 oktober 1862 bepaalde koningin Maria dat de Orde nu een Orde van Verdienste van de Portugese staat zou zijn en zou dienen ter onderscheiding van verdienste op het gebied van wetenschap, literatuur en kunst.
De koning was grootmeester en verder waren er:
- een grootcommandeur (de Portugese kroonprins)
- drie grootofficieren, dit zijn de hoofdcommandeur, de kanselier en de vaandeldrager.
- zes Portugese en twee vreemde grootkruisen
- vijfentwintig Portugese en vijf vreemde commandeurs
- veertig Portugese en tien vreemde officieren
- zestig Portugese en tien vreemde ridders

De onderscheiding werd vaak met een "Heilig Hart" verleend. Boven het kruis of boven het medaillon van de ster werd dan een donkerrood hart aangebracht.
Het lint van de Orde was paars en de ridders en officieren droegen daarop een smalle gouden gesp.
Bijzonder aan de Portugese orden was en is dat alle rangen op feestdagen een kleine keten van de Orde dragen.

## De Orde in deze tijd

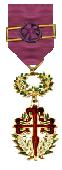
Het kleinood van een Officier in de Orde.

Na de val van de monarchie in 1910 werd de Orde een Orde van de Portugese Republiek.
De Portugese president is de grootmeester van de Orde en de huidige statuten dateren van 24 november 1963.
De Orde kent zes graden:
- Grote Keten van de Orde van Sint-Jacob van het Zwaard

Deze keten wordt alleen aan staatshoofden verleend. De keten bestaat uit geschakelde sint–jakobsschelpen. Het kleinood van de Orde is met een lauwerkrans omhangen. Verder dragen de bezitters van deze Grote Keten de versierselen van een Grootkruis in de Orde.
- Grootkruis

De grootkruisen dragen een kruis van de Orde aan een paars grootlint over de rechterschouder en de gouden ster van de Orde. 
- Grootofficier

De grootofficieren dragen een gouden ster van de Orde
- Commandeur

De commandeurs dragen een zilveren ster van de Orde
- Officier

De officieren dragen een klein kruis van de Orde aan een lint met een klein rozetje.
- Ridder

De ridders dragen en klein kruis van de Orde aan een lint.
Het kruis van de orde is een rood kruis fleury waaronder, anders dan in Spanje, twee palmtakken met de woorden "Ciencia Letras e Artes". Als verhoging dient een groen geëmailleerde gouden of zilveren lauwerkrans.
Het lint van de orde is paars en de ridders en officieren dragen daarop een smalle gouden gesp.
Bijzonder aan de Portugese orden is dat alle rangen een kleine keten van de Orde dragen.
De wereldberoemde Nederlandse meteoroloog Christophorus Buys Ballot was grootofficier in deze Orde.
In 1997 werd koningin Sofia van Spanje als grootkruis in de Orde opgenomen.
De drie militaire orden (Orde van de Toren en het Zwaard, Orde van Aviz en de Orde van Sint-Jacob van het Zwaard) worden, net als in Spanje door een Raad, in Portugal de "Conselho das Antigas Ordens Militares" geheten, bestuurd.

## Leden
Volgens decreet:
- 1946/06/04 Prins Karel
- 1963/10/15 Grootkruis: K. Adenauer
- 1939/06/30 Keten: Franco
- 1993/04/27 Keten: koningin Elizabeth II
- 2000/09/11 Keten: koning Juan Carlos
- 2002/11/06 Grootkruis: Cardoso
- 1918/11/30 1e klas: MS Foch
- 1925/10/28 Grootkruis: Keizer Haile s.
- 2006/09/25 Grootkruis Kroonprins Felipe
- 1955/10/25 Grootkruis Filip Hertog van Edingburgh
- 2008/03/05 Grootkruis Luiz Inácio Lula da Silva
- 1933/11/18 Grootkruis Getúlio Vargas